# Andrea della Robbia
Andrea della Robbia (Firenze, 1435. október 28. – 1525. augusztus 4.) firenzei szobrász, Luca della Robbia unokaöccse.

## Élete, munkássága
Nagybátyja műhelyében tanulta a majolikaszobrászat technikáját, majd annak halála után megörökölte műhelyét. Az ő működése nyomán vált a majolika népszerűvé, s jutott el Toszkánából Umbrián át egészen Szicíliáig, de egész Európában ismerték termékeiket. Andrea mind az öt gyereke a műhelyben dolgozott. A della Robbia műhely ekkor már iparszerű termelésre rendezkedett be, ami nem mindig kedvezett a minőségnek.
Andrea della Robbia művészete eltér Luca della Robbiáétól, s ez elsősorban különböző szemléletüknek köszönhető. Andrea élénkebb képzelőerővel, naturalistább kifejezésmóddal hozta létre alkotásait, s így vallásos érzülete ellenére hiányzik belőle nagybátyja emelkedettsége, tisztasága. Andrea sok alakos kompozíciókat alkotott, amelyekre két szín, az alakok fehérje és a háttér kékje jellemző. A műhely oltárképeket készített kerettel, talapzattal, predellával együtt, mindezt majolikából. Andrea ennek ellenére megmaradt a szobrászi kifejezésmódnál, alakjai egyenletesen elosztva sorakoztak egymás mellett, mereven, magukba merülve. A kereteket azonban gyümölcsfüzérekkel s az érett reneszánszot megelőlegező antik mintájú díszítményekkel ékesítette.
Andrea della Robbia halála után egyik fia, Giovanni della Robbia vette át a műhely vezetését.

## Ismertebb művei
- "Bambini" – reliefek, 1463–1466, Firenze, Ospedale degli Innocenti
- Madonna-oltár, Berlin, Állami Múzeum
- Mária koronázása – relief, 1486, Siena, Osservanza